# Astor de argint pentru cel mai bun actor
Astor de argint pentru cel mai bun actor este un premiu de film de la Festivalul Internațional de Film de la Mar del Plata, acordat celui mai bun actor. S-a atribuit acest nume din 2004.
Festivalul nu a avut loc din 1967 până în 1969, în urma juntei militare din Argentina din 1966 și a organizării unui festival de film la Rio de Janeiro, Brazilia. A fost reluat în 1970, dar a suferit o nouă și lungă întrerupere până în 1996.

## Câștigători

### Anii 1959-1970
- 1959 Victor Sjöström – Fragii sălbatici (Smultronstället), regia Ingmar Bergman
- 1960 Paul Muni – Addio dottor Abelman! (The Last Angry Man)
- 1961 Albert Finney – Sabato sera, domenica mattina (Saturday Night and Sunday Morning)
- 1962 Paul Newman – Lo spaccone (The Hustler)
- 1963 Tom Courtenay – Singurătatea alergătorului de cursă lungă (The Loneliness of the Long Distance Runner)
- 1964 Vittorio Gassman și Ugo Tognazzi – Monștrii (I mostri), regia Dino Risi
- 1965 Martin Held – Verdammt zur Sünde
- 1966 Evgheni Lebedev – Posledniy mesyats oseni
- 1967 nealocat
- 1968 Tony Musante – Incidentul (The Incident), regia Larry Peerce
- 1969 nealocat
- 1970 Ugo Tognazzi – Comisarul Pepe (Il commissario Pepe), regia Ettore Scola

### Anii 1996-1999
- 1996 Silvio Orlando – La mia generazione
- 1997 Antonio Resines și Jordi Mollà – La buona stella (La buena estrella)
- 1998
  - Régis Royer – Lautrec
  - Paschalis Tsarouhas – Vasiliki
- 1999 Matthew Lillard – Fuori di cresta (SLC Punk!)

### Anii 2000-2009
- 2000 nealocat
- 2001 Federico Luppi și Ulises Dumont – Rosarigasinos
- 2002
  - Stellan Skarsgård – Cazul Furtwangler (Taking Sides), regia István Szabó
  - Libero De Rienzo – Santa Maradona
- 2003 Domingos de Oliveira – Separações
- 2004 
  - Luis Tosar – El lápiz del carpintero
  - Alejandro Urdapilleta – Adiós querida luna
- 2005 Mohamed Majd – Le grand voyage
- 2006 William H. Macy – Edmond
- 2007 Carlos Resta – La peli
- 2008 Ulrich Thomsen – Den du frygter
- 2009 Gary Piquer – Mal día para pescar

### Anii 2010-2019
- 2010 Vincent Gallo – Essential Killing
- 2011 Milagros Mumenthaler – Aprire porte e finestre (Abrir puertas y ventanas)
- 2012
  - Pablo Pinto – De Martes a Martes
  - Ilyas Salman – Lal Gece
- 2013 Vincent Macaigne – La Bataille de Solférino
- 2014 Park Jung-bum – Sanda
- 2015 Alfredo Castro, Roberto Farías, Alejandro Goic și Jaime Vadell – Il club (El Club)
- 2016 Mahershala Ali – În lumina lunii (Moonlight), regia Barry Jenkins
- 2017 Mohammad Bakri – Wajib - Invito al matrimonio (Wajib)
- 2018 Israel Gómez Romero – Entre dos aguas
- 2019 Ventura – Vitalina Varela